# Maciej Wojtyszko
Maciej Wojtyszko est un metteur en scène, réalisateur, écrivain, auteur de pièces de théâtre, de bandes dessinées et de films d'animation polonais né le 16 avril 1946 à Varsovie.
Lors de la saison 1990/1991, il est le directeur artistique du théâtre Powszechny à Varsovie et, depuis 2018, du théâtre Kazimierz Dejmek Nowy à Łódź.

## Biographie
En 1970, il termine ses études du département de mise en scène de l'École nationale de cinéma de Łódź, il en est diplômé en 1973.
Il est maître de conférences à l'Académie de théâtre Alexandre-Zelwerowicz.
Il enseigne à l'école d'art dramatique Halina et Jan Machulski.
Membre du Cercle des cinéastes pour enfants et adolescents de l'Association des cinéastes polonais à Varsovie.
Avant l'élection présidentielle anticipée de 2010, il devient membre du comité de soutien honoraire de Bronisław Komorowski, il y est aussi avant l'élection présidentielle polonaise de 2015.
Depuis le 1er novembre 2018, il est le directeur artistique du Nouveau théâtre de Łódź,.
Depuis 2021, il est membre du jury du concours Literacka Podróż Hestii (pl).